# 乔吉姆
乔吉姆·阿爾貝托·席爾瓦（1974年3月4日—2019年4月15日），綽號基西尼奥（Quinzinho），安哥拉前职业足球运动员，司职前锋。

## 俱乐部生涯
乔吉姆出道于葡萄牙豪门波尔图，随后效力于一系列的葡萄牙球队。2003年，他来到中国，加盟中国足球甲级联赛球队广州香雪，他在广州队表现出色，效力球队两个赛季，出场47次打进17球。
2005年，乔吉姆加盟厦门蓝狮，并在当赛季打进14个进球，帮助球队获得中甲联赛冠军，升级到中国足球超级联赛，随后他又在厦门蓝狮队效力两个赛季。2008年，由于厦门蓝狮队解散，他加盟无锡中邦。
2009年，乔吉姆回到安哥拉，加盟Caála。